# トーマス・オマリー
トーマス・パトリック・オマリー（Thomas Patrick O'Malley, 1960年12月25日 - ）は、アメリカ合衆国ニュージャージー州出身の元プロ野球選手（内野手、右投左打）、監督、コーチ。アメリカ球界での登録名はトム・オマリー（Tom O'Malley）。アイルランド系アメリカ人である。

## 経歴

### MLB時代

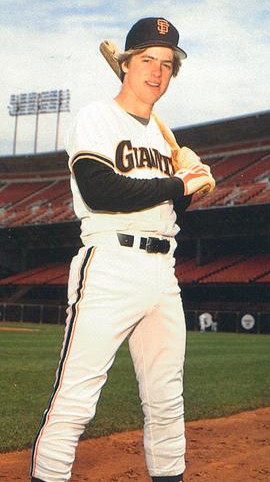
サンフランシスコ・ジャイアンツ時代
(1983年)

1982年5月8日にサンフランシスコ・ジャイアンツでメジャーデビューを果たし、以後9年間プレーするもののメジャーには定着できず、以後、シカゴ・ホワイトソックス - ボルチモア・オリオールズ - テキサス・レンジャーズ - モントリオール・エクスポズ（現：ワシントン・ナショナルズ） - ニューヨーク・メッツと複数の球団を渡り歩くも、1983年のシーズンを除いてレギュラー選手としての成績は残せなかった。

#### 阪神時代
1990年10月25日に阪神タイガースへの入団が発表され、来日。1991年初の春季キャンプでは川上哲治から『今年の外国人選手では一番すばらしい』と評価される。一方で、「’91プロ野球大名鑑」の新戦力分析のカラーグラビアの寸評で「守備ははっきり言って上手いが、バッティングは非力だ」と最低の総合評価Cを付けられていた。来日後の活躍からすればにわかに信じ難いが、野球の実力よりロバート・レッドフォード似のイケメンばかりが注目されての来日だった。
ビジターの試合で球団カラーの黒ではなくグレーのアンダーシャツを着ていた。これはアメリカ時代のシャツをそのまま愛用していたためである。また、ベンチで帽子を前後逆に被る、メジャーリーグにある『逆転のおまじない』をベンチに持ち込んだ。翌1992年から亀山努らナインがオマリーに倣って帽子を逆にする姿が恒例となった。
1992年、前年オフに大洋を解雇されたジム・パチョレックが阪神に入団する。このパチョレックとのコンビで、新庄剛志、亀山努ら若手選手と共に低迷していた阪神の2位躍進に貢献。同年はパチョレックの入団に伴い三塁に転向し、ゴールデングラブ賞を獲得した。
1993年は、オリックスから松永浩美が加入し再び一塁にコンバートされた。オールスターゲーム第2戦でMVPを獲得した。ヒーローインタビューの時の『ハンシンファンワ、イチバンヤァー!（阪神ファンは一番やー!）』を決まり文句とした。また、オマリーと共に在籍した外国人選手のパチョレック（同年退団）と郭李建夫が好調の時、当時の日本野球機構の規定では外国人選手が2人までしか出場できないことから、3人の姓の頭文字をとり『（阪神）PKO問題』と報じられていた。
さらに同年は、首位打者のタイトルを獲得した。タイトル争いに際しては、横浜のロバート・ローズと最終戦まで競り合い、執念を見せた。10月20日終了時点で、ローズは2試合残して480打数157安打で打率.3271、オマリーは1試合残して432打数141安打で打率.3264であり、10月21日に阪神が全日程を終了し、10月22日にダブルヘッダーで横浜が全日程を終了する予定だった。オマリーは最終戦、1打席目にヒットを放って打率.3279とローズを逆転したが、試合の日程上再逆転の可能性もあったため、ベンチに退かずに第2打席も登場して意表を突くセーフティバントを決めて打率を.3294に伸ばしてベンチに退いた。翌日、横浜は最終ダブルヘッダーを迎え、1試合目にローズは4打数1安打で打率を.3264に下げ、2試合目は再逆転を狙って1番打者で登場するも、2打席凡退して再逆転がほぼ不可能になって（残り3打席連続安打でも.3292で逆転不可能）ベンチに退いたため、オマリーが首位打者を獲得した。OPSもリーグ一位だった。
しかし、グラウンド内外で態度に裏表がある、新外国人を友達のよしみで球団に推薦する、監督の三塁起用法を膝痛と理由を付けて拒否するなど、わがままが多く、久万俊二郎オーナーからは「ヤンチャ坊主がそのまま大人になったような……」と苦言を呈されるなど奔放な振る舞いが目に付き、長打力不足であることや守備が緩慢だったことを理由に球団の戦力構想から外れ、1994年10月17日に自由契約となった。オマリー自身も、オールスターゲームで当時巨人監督の長嶋茂雄に対し「ライネンキョジン（来年、巨人）」と移籍をアピールするなど、阪神のフロントに不信感を募らせていた。
阪神時代は神戸の自宅に当時100万円相当のFAX機器を設置し、アメリカに住む両親と毎日のように連絡を取り合っていた。
阪神球団はオマリーをオリックスへ金銭トレードに出す予定でいたが、本人の強い希望で12月17日にセリーグのヤクルトスワローズに移籍することが決まった。

#### ヤクルト時代
1995年は打率.302、打点87、自己最多の31本塁打を記録し、チームのセントラル・リーグ優勝に大きく貢献した。ヒーローインタビューの決め台詞も「ヤクルトファンノ、オウエン、クダサーイ!（ヤクルトファンの応援ください）」に変わった。故意四球をシーズン23個を記録したがこれは球団記録となった。
オリックスとの日本シリーズでもMVPに輝き、チームの日本一にも大きく貢献。この時の小林宏投手との14球にわたる対戦は、「小林-オマリーの14球」として同年日本シリーズの名場面として語り継がれている。同年のシーズンMVPを獲得。日本プロ野球史上外国人選手としては初の、ペナントレース・日本シリーズ・オールスターゲームの3つでMVPを獲得した選手となった。
1996年、外国人選手初の6年連続打率3割を達成しキャリアハイの打点を記録したが、同年オフに監督の野村克也が巨人を退団した落合博満の獲得を強く望んだため（落合の入団は日本ハムファイターズとの争奪戦に敗れて実現せず）、契約上の問題が生じたとして10月24日にヤクルト退団が発表された。その後西武ライオンズが獲得調査との報道があったが実現せず、テキサス・レンジャーズに招待選手としてキャンプ参加するが解雇されそのまま現役を引退。

### 現役引退後
1998年から2001年までアメリカ独立リーグのニューアーク・ベアーズ初代監督を務めた。1年目には、選手としても2試合に出場している。
2001年、阪神春季キャンプにヤクルト時代の監督でもあった野村を表敬訪問。その際に外国人選手へのアドバイスが高く評価されて翌年の阪神コーチ就任が濃厚となるが、野村の退団に伴い白紙に。しかし、その際の口約束のためにベアーズ監督を辞任していたことから、翌2002年の春季キャンプの臨時打撃コーチとして阪神に復帰。そのキャンプ中の熱心な指導が監督の星野仙一にも評価され、そのまま特命コーチとしてシーズン中もチームに帯同したが、試合ではスコアラー登録でベンチ入りしたため、ジャージを着用していた。2002年から2003年までの特命コーチ時代はジョージ・アリアス、トレイ・ムーア、ジェフ・ウィリアムス、ジェロッド・リガンらを指導するなど外国人選手の支えとなり、2003年のリーグ優勝に貢献した。岡田彰布の監督就任によりコーチを退任。
2004年、阪神の駐米スカウトに就任。同年10月、ライブドアベースボールの監督就任を要請され受諾したが、同球団の日本プロフェッショナル野球組織への参入が無くなったため白紙になった。その後も阪神の駐米スカウトとして活動したが、ルー・フォード、ケビン・メンチと獲得に携わった外国人選手が結果を残せなかったため、2009年11月、阪神との契約を解除された。
阪神スカウト解任後は、プロ野球交渉代理人アーン・テレムの事務所に所属し、日本人選手のメジャーリーグ進出への橋渡し役として活躍していた。
2013年10月に、阪神の一軍打撃コーチ補佐として、9年振りに現場へ復帰した。ただし、2015年までは、コーチ枠の関係でユニフォームは着用せず、トレーナーとしてジャージを着用してベンチ入りをしていた。2016年10月27日に今季限りのコーチ契約であることを伝えられた。
2018年と2019年、アメリカの高校ソフトボールチームでコーチを務めた。

## 選手としての特徴
非常に選球眼が優れ、また投手の配球を読むことに長けた選手で、外国人選手初の6年連続打率3割を達成するなど、打撃面では安定した好成績を残した。しかし、守備中にバントシフトをとらないなど怠慢な姿勢も見られた。長嶋茂雄に憧れており、小さなヘルメットを浅く被っていた（長嶋のように、スイングを行った際メットが飛ぶようにするため）。また、よくガムを噛みながらオープンスタンスで打席に立っていた。

## 詳細情報

### 年度別打撃成績
| 年 度    | 球 団    | 試 合 | 打 席 | 打 数 | 得 点 | 安 打 | 二 塁 打 | 三 塁 打 | 本 塁 打 | 塁 打 | 打 点 | 盗 塁 | 盗 塁 死 | 犠 打 | 犠 飛 | 四 球 | 敬 遠 | 死 球 | 三 振 | 併 殺 打 | 打 率 | 出 塁 率 | 長 打 率 | O P S |
| -------- | -------- | ----- | ----- | ----- | ----- | ----- | -------- | -------- | -------- | ----- | ----- | ----- | -------- | ----- | ----- | ----- | ----- | ----- | ----- | -------- | ----- | -------- | -------- | ----- |
| 1982     | SF       | 92    | 327   | 291   | 26    | 80    | 12       | 4        | 2        | 106   | 27    | 0     | 3        | 1     | 1     | 33    | 9     | 1     | 39    | 11       | .275  | .350     | .364     | .714  |
| 1983     | SF       | 135   | 473   | 410   | 40    | 106   | 16       | 1        | 5        | 139   | 45    | 2     | 4        | 4     | 3     | 52    | 4     | 4     | 47    | 12       | .259  | .345     | .339     | .684  |
| 1984     | SF       | 13    | 27    | 25    | 2     | 3     | 0        | 0        | 0        | 3     | 0     | 0     | 0        | 0     | 0     | 2     | 0     | 0     | 2     | 0        | .120  | .185     | .120     | .305  |
| 1984     | CHW      | 12    | 16    | 16    | 0     | 2     | 0        | 0        | 0        | 2     | 3     | 0     | 0        | 0     | 0     | 0     | 0     | 0     | 5     | 1        | .125  | .125     | .125     | .250  |
| '84計    | CHW      | 25    | 43    | 41    | 2     | 5     | 0        | 0        | 0        | 5     | 3     | 0     | 0        | 0     | 0     | 2     | 0     | 0     | 7     | 1        | .122  | .163     | .122     | .285  |
| 1985     | BAL      | 8     | 14    | 14    | 1     | 1     | 0        | 0        | 1        | 4     | 2     | 0     | 0        | 0     | 0     | 0     | 0     | 0     | 2     | 1        | .071  | .071     | .286     | .357  |
| 1986     | BAL      | 56    | 200   | 181   | 19    | 46    | 9        | 0        | 1        | 58    | 18    | 0     | 1        | 1     | 1     | 17    | 1     | 0     | 21    | 4        | .254  | .317     | .320     | .637  |
| 1987     | TEX      | 45    | 134   | 117   | 10    | 32    | 8        | 0        | 1        | 43    | 12    | 0     | 0        | 0     | 2     | 15    | 1     | 0     | 9     | 7        | .274  | .351     | .368     | .718  |
| 1988     | MON      | 14    | 31    | 27    | 3     | 7     | 0        | 0        | 0        | 7     | 2     | 0     | 0        | 0     | 1     | 3     | 1     | 0     | 4     | 0        | .259  | .323     | .259     | .582  |
| 1989     | NYM      | 9     | 11    | 11    | 2     | 6     | 2        | 0        | 0        | 8     | 8     | 0     | 0        | 0     | 0     | 0     | 0     | 0     | 2     | 0        | .545  | .545     | .727     | 1.273 |
| 1990     | NYM      | 82    | 133   | 121   | 14    | 27    | 7        | 0        | 3        | 43    | 14    | 0     | 0        | 0     | 1     | 11    | 1     | 0     | 20    | 1        | .223  | .286     | .355     | .641  |
| 1991     | 阪神     | 130   | 537   | 476   | 61    | 146   | 29       | 0        | 21       | 238   | 81    | 0     | 1        | 0     | 2     | 57    | 1     | 2     | 83    | 10       | .307  | .382     | .500     | .882  |
| 1992     | 阪神     | 111   | 478   | 381   | 55    | 124   | 30       | 2        | 15       | 203   | 62    | 3     | 1        | 0     | 1     | 94    | 7     | 2     | 70    | 8        | .325  | .460     | .533     | .993  |
| 1993     | 阪神     | 125   | 515   | 434   | 60    | 143   | 32       | 1        | 23       | 246   | 87    | 1     | 1        | 0     | 4     | 75    | 10    | 2     | 71    | 10       | .329  | .427     | .567     | .994  |
| 1994     | 阪神     | 124   | 524   | 430   | 61    | 135   | 18       | 2        | 15       | 202   | 74    | 2     | 1        | 0     | 4     | 89    | 17    | 1     | 74    | 15       | .314  | .429     | .470     | .899  |
| 1995     | ヤクルト | 125   | 524   | 421   | 83    | 127   | 20       | 0        | 31       | 240   | 87    | 6     | 6        | 0     | 5     | 96    | 23    | 2     | 57    | 8        | .302  | .429     | .570     | .999  |
| 1996     | ヤクルト | 127   | 541   | 461   | 56    | 145   | 23       | 0        | 18       | 222   | 97    | 3     | 4        | 0     | 5     | 74    | 8     | 1     | 70    | 19       | .315  | .407     | .482     | .888  |
| MLB：9年 | MLB：9年 | 466   | 1366  | 1213  | 117   | 310   | 54       | 5        | 13       | 413   | 131   | 2     | 8        | 6     | 9     | 133   | 17    | 5     | 151   | 37       | .256  | .329     | .340     | .670  |
| NPB：6年 | NPB：6年 | 742   | 3119  | 2603  | 376   | 820   | 152      | 5        | 123      | 1351  | 488   | 15    | 14       | 0     | 21    | 485   | 66    | 10    | 425   | 70       | .315  | .422     | .519     | .941  |

- 各年度の太字はリーグ最高

### 年度別監督成績
アメリカ独立リーグ
| 年度 | チーム                 | 前・後期 | 試合 | 勝利 | 敗戦 | 引分 | 勝率 | 順位 |
| ---- | ---------------------- | -------- | ---- | ---- | ---- | ---- | ---- | ---- |
| 1998 | ニューアーク・ベアーズ | 前期     | 50   | 18   | 32   | 0    | .360 | 5位  |
| 1998 | ニューアーク・ベアーズ | 後期     | 50   | 17   | 33   | 0    | .340 | 6位  |
| 1999 | ニューアーク・ベアーズ | 前期     | 59   | 24   | 35   | 0    | .406 | 5位  |
| 1999 | ニューアーク・ベアーズ | 後期     | 60   | 31   | 29   | 0    | .516 | 3位  |
| 2000 | ニューアーク・ベアーズ | 前期     | 70   | 38   | 32   | 0    | .542 | 3位  |
| 2000 | ニューアーク・ベアーズ | 後期     | 70   | 36   | 34   | 0    | .514 | 4位  |
| 2001 | ニューアーク・ベアーズ | 前期     | 63   | 38   | 25   | 0    | .603 | 1位  |
| 2001 | ニューアーク・ベアーズ | 後期     | 63   | 37   | 26   | 0    | .587 | 2位  |

- 2001年はプレーオフ進出。初戦はナシュア・プライドを2勝1敗で破るも、決勝ではサマセット・パトリオッツに2勝3敗で敗退。

### タイトル
NPB
- 首位打者：1回 （1993年）
- 最高出塁率：4回 （1992年 - 1995年）　※外国人枠の選手として最多記録
- 最多勝利打点：2回 （1995年、1996年） ※特別賞

### 表彰
NPB
- 最優秀選手：1回 （1995年）
- ベストナイン：1回 （1995年）
- ゴールデングラブ賞：1回 （1992年）
- オールスターゲームMVP：1回 （1993年 第2戦）
- 日本シリーズMVP：1回 （1995年）
- 月間MVP：3回 （1994年5月、1995年4月、1995年8月）
- 優秀JCB・MEP賞：1回 （1995年）

### 記録
NPB初記録
- 初出場：1991年4月6日、対横浜大洋ホエールズ1回戦（横浜スタジアム）、3番・一塁手として先発出場
- 初安打・初本塁打・初打点：同上、4回表に中山裕章から右越先制ソロ

NPB節目の記録
- 100本塁打：1995年8月12日、対中日ドラゴンズ17回戦（ナゴヤ球場）、7回表に古池拓一からソロ　※史上183人目

NPBその他の記録
- 4年連続最高出塁率（1992年 - 1995年） ※史上2人目[注 2]
- 6年連続打率3割（1991年 - 1996年） ※外国人選手史上初
- オールスターゲーム出場：3回 （1993年、1994年、1996年）

### 背番号
- 35 （1982年 - 1984年途中）
- 26 （1984年途中 - 同年終了）
- 17 （1985年 - 1986年）
- 41 （1987年）
- 23 （1988年）
- 27 （1989年 - 1990年）
- 1 （1991年 - 1994年）
- 3 （1995年 - 1996年）
- 89 （2002年 - 2003年）
- 80 （2014年 - 2016年）

## 関連情報

### 出演番組
ラジオ番組
- 毎日放送ダイナミックナイター（毎日放送ラジオ）

1993年・1994年に、CM明けのジングル音声を担当（デーゲーム中継や阪神戦以外の試合も含む）。
テレビ番組
- LOVE LOVEあいしてる（フジテレビ）

選手引退後の1997年10月18日に出演（上岡龍太郎がゲストの回）。歌のコーナーで登場し、後述する阪神タイガースの球団歌「阪神タイガースの歌」（六甲おろし）を歌唱した。
- ビートたけしのスポーツ大将（テレビ朝日）

選手引退後の2018年5月6日に出演。野球対決での「レジェンド9」の1人として登場。

### 広告出演
- 阪神電気鉄道

阪神特命コーチ及び駐米スカウト時代（2003年 - 2009年）にテレビCM出演。阪神甲子園球場（同社運営）に駐車場がない事への告知および阪神電車での来場を促すCMであり、日本語（関西弁まじり）で「コウシエンキュウジョウニハ、チュウシャジョウハ、アリマヘーン（甲子園球場には、駐車場はありまへーん）。」「ハンシンデンシャガ、イチバンヤー（阪神電車が、一番やー）!」としゃべるCMだった。2007年・2008年は、当時阪神投手のライアン・ボーグルソンの夫人ニコール・ボーグルソンと共演した（ニコールが英語でしゃべり、それをオマリーが日本語訳する形式だった）。駐米スカウト契約解除により2009年度を以って降板。翌年からのCMは川藤幸三が引き継いだ。

### CD
- 「オマリーのダイナミック・イングリッシュ 〜オマリーの六甲おろし〜」（1994年5月25日発売）

ポリスターレコードから発売され6万枚を売り上げた。このCDに収録されている「六甲おろし」（CDでの曲名は「オマリーの六甲おろし」）があまりに音痴であるとして一部で注目を集め、ラジオ番組「コサキンDEワァオ!」（TBSラジオ）でも取り上げられた。また、朝日放送ラジオ『よなよな…』では阪神ファンの増田英彦（ますだおかだ）が出演する火曜日の放送で流していた。1番の歌詞が日本語、2番の歌詞が英語である。
また、引退後には先述のテレビ番組『LOVE LOVEあいしてる』にもゲストとして招かれ、生歌で六甲おろしを披露した。後日、吉田拓郎はこの回の演奏について「人生で一番音楽を辞めたくなった瞬間だった」と発言している。この場面は2022年7月21日に放送された同番組の最終回スペシャルでも放映された。
2012年1月9日にNHK-FMで10時間にわたって放送された『セパ対抗!今日は一日“プロ野球ソング”三昧』でも紹介され、MVS（最優秀ソング）に選ばれた。
2014年9月10日にデジタルリマスター復刻盤がリリースされた。